# Neoporus dilatatus
Neoporus dilatatus is een keversoort uit de familie waterroofkevers (Dytiscidae). De wetenschappelijke naam van de soort is voor het eerst geldig gepubliceerd in 1917 door Fall.